# سیم‌کورپ
سیم‌کورپ (انگلیسی: SimCorp) شرکت نرم‌افزار دانمارکی است، که در سال ۱۹۷۱ تأسیس شد.